# DREAM.2
DREAM.2 ミドル級グランプリ2008 開幕戦（ドリーム・ツー ミドルきゅうグランプリにせんはち かいまくせん）は、日本の総合格闘技イベント「DREAM」の大会の一つ。2008年4月29日、埼玉県さいたま市のさいたまスーパーアリーナで開催された。
本大会では、ミドル級（84kg以下）グランプリのトーナメント1回戦が行われた。

## 大会概要

### ミドル級グランプリ
ミドル級グランプリの1回戦のうち7試合が行われ、金泰泳、ユン・ドンシク、ゼルグ・"弁慶"・ガレシック、ホナウド・ジャカレイ、田村潔司、ゲガール・ムサシ、桜庭和志の7名が2回戦進出を決めた。
なお、出場が予定されていたフランク・トリッグは大会直前の4月25日に急遽欠場となり、代わってイアン・マーフィーが出場した。

### ライト級グランプリ
DREAM.1で没収試合となっていたライト級グランプリ1回戦の青木真也対J.Z.カルバンの再戦では、青木がカルバンを判定で下しライト級グランプリ2回戦へ進出した。

## 試合結果
第1試合 ライト級グランプリ 1回戦 1R10分、2R5分
○  青木真也 vs.  J.Z.カルバン ×
2R終了 判定3-0
※青木がライト級グランプリ2回戦進出。
第2試合 ミドル級グランプリ 1回戦 1R10分、2R5分
○  金泰泳 vs.  ミノワマン ×
2R終了 判定3-0
※金がミドル級グランプリ2回戦進出。
第3試合 ミドル級グランプリ 1回戦 1R10分、2R5分
○  ユン・ドンシク vs.  大山峻護 ×
2R終了 判定3-0
※ユンがミドル級グランプリ2回戦進出。
第4試合 ミドル級グランプリ 1回戦 1R10分、2R5分
○  ゼルグ・"弁慶"・ガレシック vs.  マゴメド・スルタンアクメドフ ×
1R 1:14 腕ひしぎ十字固め
※ガレシックがミドル級グランプリ2回戦進出。
第5試合 ミドル級グランプリ 1回戦 1R10分、2R5分
○  ホナウド・ジャカレイ vs.  イアン・マーフィー ×
1R 3:37 チョークスリーパー
※ジャカレイがミドル級グランプリ2回戦進出。
第6試合 ミドル級グランプリ 1回戦 1R10分、2R5分
○  田村潔司 vs.  船木誠勝 ×
1R 0:57 TKO（レフェリーストップ：パウンド）
※田村がミドル級グランプリ2回戦進出。
第7試合 ミドル級グランプリ 1回戦 1R10分、2R5分
○  ゲガール・ムサシ vs.  デニス・カーン ×
1R 3:10 三角絞め
※ムサシがミドル級グランプリ2回戦進出。
第8試合 ミドル級グランプリ 1回戦 1R10分、2R5分
○  桜庭和志 vs.  アンドリュース・ナカハラ ×
1R 8:29 フェイスロック
※桜庭がミドル級グランプリ2回戦進出。